# Jankoviči
Jankoviči este o localitate din comuna Črnomelj, Slovenia, cu o populație de 66 de locuitori.